# Feldberg (Selva Negra)
El Feldberg es la cumbre más alta de la Selva Negra con 1493 m s. n. m. Se localiza exactamente en la parte sur de este territorio, en el estado federado de Baden-Wurtemberg. El Feldberg es la más alta montaña de todas las sierras medias alemanas y además da nombre a la localidad llamada asimismo Feldberg.
Por su formación orográfica, el Feldberg se ha convertido en un centro de esquí muy importante en Alemania.